# Urocyon littoralis santacruzae
Renard de l’île Santa Cruz
Sous-espèce
Urocyon littoralis santacruzae, le Renard gris de l’île Santa Cruz ou Renard de l’île de Santa Cruz, est l'une des six sous-espèces de Urocyon littoralis, le Renard gris insulaire.

## Description
Il s’agit du plus petit renard aux États-Unis. Les mâles sont généralement plus lourds que les femelles, pesant 2 kg comparativement à 1,88 kg. La taille, de la tête à la queue, se situe entre 59 et 79 cm, où la queue mesure habituellement entre 11 à 29 cm. La taille à l’épaule varie entre 11 et 29 cm.
La couleur de leur fourrure change en fonction de leur âge. Un renard de l’île Santa Cruz adulte aura une fourrure grise-blanche et noire avec un sous-poil cannelle sur la surface dorsale. Sur la face ventrale, il y aura du blanc pâle, du jaune et du brun rouille. Le menton, les lèvres, le nez et les zones autours des yeux sont bordés de noir alors que les côtés du museau sont gris. Les oreilles, le cou et les côtés des membres sont de couleur cannelle. La queue présente une fine bande noir contrastante sur la face dorsale avec une crinière de poils raides tandis que le dessous de la queue est de couleur rouille.
Les individus de cette sous-espèce muent une fois par an pendant les mois d’automne, soit d’août à novembre. À ce moment, la couleur du manteau va pâlir et les pointes de la fourrure vont friser. Les renardeaux ont tendance à avoir un pelage dorsal plus pâle mais plus épais que celui des adultes. De plus, leurs oreilles ont une couleur plus foncée.

## Évolution
Selon une étude, il y a plusieurs preuves archéologiques et paléontologiques selon lesquelles les renards insulaires ont été introduits dans le nord des îles Channel par les humains au début de l’Holocène, soit il y a 13 000 ans. Leurs analyses montrent que cette espèce descend du renard gris Urocyon cinereoargenteus. Tous les spécimens d’Urocyon connus des îles ont le phénotype de taille réduite. Ainsi, il est difficile de savoir si l’introduction originale du renard impliquait des renards gris qui ont rapidement évolué vers cette petite taille ou si les renards insulaires et les renards gris ont divergé avant d’arriver sur l’île. Cependant, d’autres recherches émettent l’hypothèse que ces renards ont divergé il y a 10 400 à 16 000 ans, près de la fonte des glaciers du Wisconsin. Les renards auraient alors migré sur les îles par des ponts de glace. Alors que les glaciers fondaient, les renards sont restés sur les îles. Selon cette théorie, ils seraient donc directement descendants du renard gris.
Pour la sous-espèce U. l. santacruzae, les caractéristiques uniques de l’île de Santa Cruz lui a attribué son phénotype particulier (voir section Description) ; c’est ce qui permet de différencier cette sous-espèce des autres présentes sur les îles avoisinantes. Des marqueurs génétiques, permettant de trouver les différences entre les gènes, montrent les différences qui sont présentes, surtout par leur phénotype.

## Répartition et habitat

Vue satellite de l'île de Santa Cruz.

Comme son nom l’indique, il s’agit d’une espèce endémique à l’île Santa Cruz en Californie, États-Unis. L'habitat naturel de cet animal est caractérisé par un environnement unique formé par la géographie et le climat de l’île ainsi que par ces interactions avec diverses espèces. L’île de Santa Cruz, qui fait partie des îles Channel de Californie, dispose d’un climat méditerranéen, c’est-à-dire d’hivers frais et humides et d’étés chauds et secs. Ces conditions climatiques permettent de supporter un large éventail de flore et de faune, influençant les préférences du renard des îles.
Ce petit mammifère préfère les habitats de brousse, où les hautes herbes procureraient une bonne couverture contre les prédateurs. Il habite aussi les aires forestières. Ces deux habitats procurent des ressources essentielles, comme un abri et de la nourriture, telles que des insectes, des fruits et des petits mammifères qui constituent la diète de ce renard.
La présence d’espèces endémiques, comme la mouffette tachetée (Spilogale gracilis amphiala), joue aussi un rôle dans la formation dynamique écologique de l’habitat du renard, où elles peuvent entrer en compétition pour les ressources et ainsi influencer leurs activités et répartitions spatiales et géographiques.
Un autre facteur important qui influence l’habitat de ce mammifère est la prédation. L’aigle royal a été identifié comme étant le prédateur primaire du renard, affectant ainsi son comportement et sa dynamique de population. La présence de ces prédateurs nécessite que ce petit animal adapte son habitat pour minimiser les rencontres et maximiser la survie.
Comparativement à son parent du continent, le renard insulaire a une plus petite aire de répartition, un trait commun pour les espèces insulaires à cause des ressources limitées et des pressions de prédation élevées. La taille moyenne du domaine vital des renards de l’île de Santa Cruz est approximativement de 0.55km2 alors que celle du renard du continent est plutôt de 1.07 à 6.76km2. Cette petite taille est indicative de l’adaptation du renard aux conditions écologiques spécifiques à l’île énumérées plus haut.

## Écologie et comportement

### Alimentation
Les individus de cette espèce se nourrissent d’une variété d’aliments, incluant des fruits, des souris sylvestres, des insectes et des oiseaux. Ils peuvent aussi se nourrir d’arthropodes, notamment plusieurs espèces de crabes non-terriers. Effectivement, ces crabes vivent à la surface du sable, rendant leur accessibilité plus facile pour le renard, qui n’aura besoin de creuser pour manger. Malgré une grande abondance de crabes des terriers sur l’île Santa Cruz, les renards se nourrissent très rarement de ceux-ci car, pour les trouver, ils devraient aller dans la zone humide inférieure de la plage qui est fréquemment affectée par les vagues, ce qui pourrait décourager les renards insulaires.
Une étude de Pasciullo Boychuck et al. a mis en évidence le rôle du microbiome intestinal dans les habitudes alimentaires des renards insulaires, suggérant que la présence de bactéries intestinales spécifiques est en corrélation avec une alimentation riche en insectes. Ceci indique que la consommation d’insectes joue un rôle important dans leur diète, particulièrement lors des mois plus chauds où les insectes y sont plus abondants.  
L’étude de Philips et al. a trouvé des plantes et des fruits, en plus des aliments précédemment notés, dans les excréments des renards, indiquant qu’ils sont plutôt omnivores que carnivores. Les résultats de cette étude ont permis de montrer que cette espèce a un comportement alimentaire opportuniste, c’est-à-dire qu’elle mange la nourriture abondante, plutôt que de compter sur une proie spécifique.

### Prédateurs

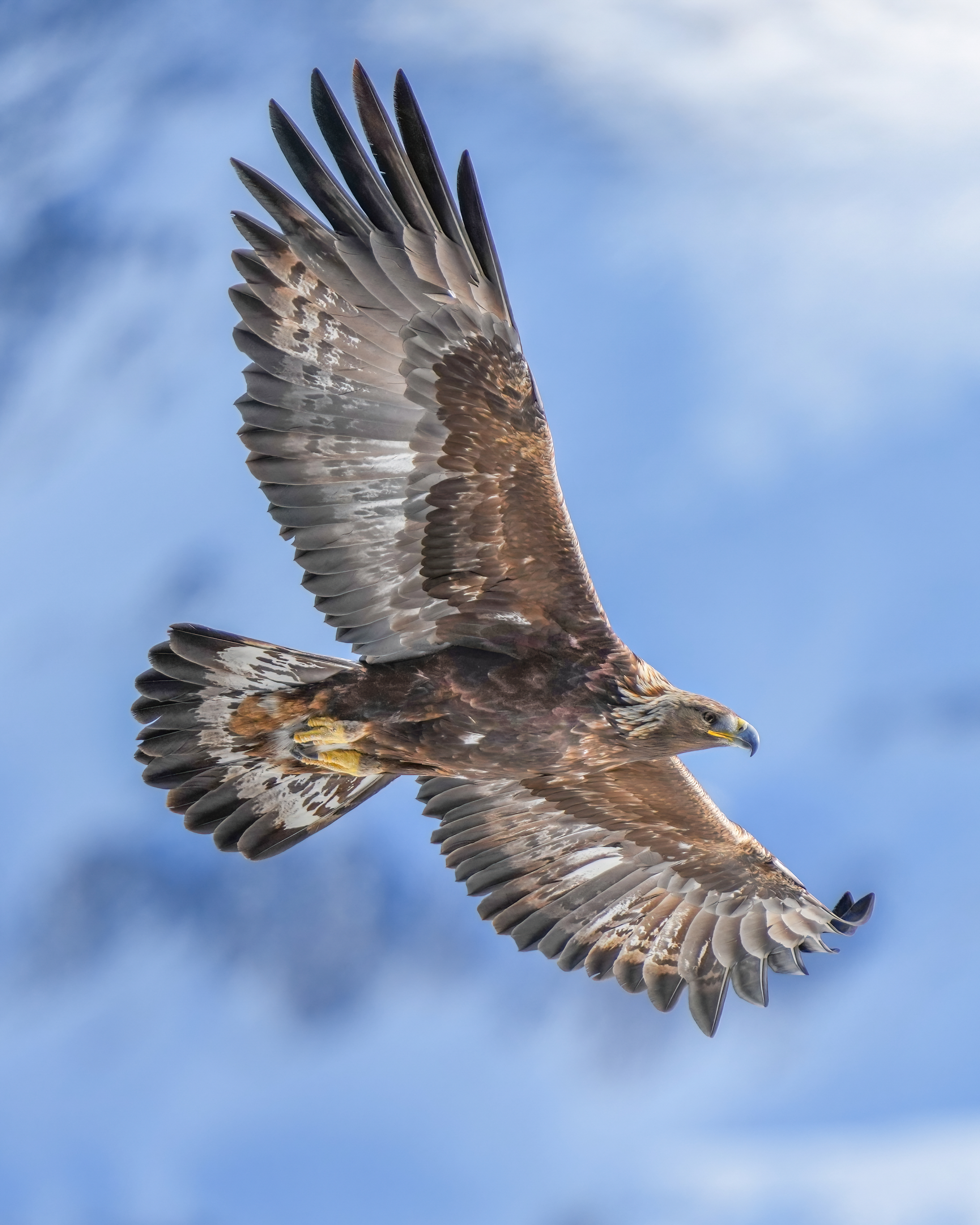
Aigle royal en vol.

Le prédateur principal du renard de l’île de Santa Cruz est l’aigle royal. Cet oiseau est apparu en 1994 sur l’île grâce au déclin de la population de pygargue à tête blanche, causé par l’introduction du pesticide DDT, qui a permis de libérer la niche écologique de ce premier. Dès 2000, on voyait la population de renards diminuer rapidement due à la prédation par cet oiseau. En réponse à cette prédation, les renards ont évolué un nouveau comportement, soit celui de la nocturnité. Effectivement, selon l’étude de Swarts et al. dans les années 2003 à 2007, l’activité diurne des renards a baissé de 37%. De plus, sur l’île avoisinante de Santa Catalina, où les aigles royaux sont absents mais la population de canidés diminue tout de même à cause d’une maladie, leur activité diurne restait la même. Ceci indique que les aigles sont à la base de ce changement d’activité.
Le sanglier sauvage (Sus scrofa) affecte aussi indirectement et négativement la population de renard insulaire de Santa Cruz. En effet, ce cochon est aussi une proie de l’aigle royal. Ainsi, avec une abondante source de nourriture, la population d’aigle royal augmente, ce qui leur permet d’attaquer davantage les renards. Ce phénomène est décrit comme « hyper-prédation », où la présence d’une proie abondante (dans ce cas-ci, le sanglier sauvage) supporte une population de prédateur (l’aigle royal) qui s’attaque à une espèce indigène (le renard insulaire).

### Parasites
Multiples parasites ont été trouvés sur le pelage du renard insulaire de l’île Santa Cruz, appartenant à différents taxons. Il s’agit de puces (Pulex irritans), poux (Neotrichodectes mephitidis) et tiques (Ixodes pacificus). L’abondance de ses parasites variait selon la saison et le sexe du renard pour certains d’entre eux. En effet, lors de la saison sèche, on trouvait plus de puces comparativement à la saison humide. Pour les poux, il y avait une plus grande abondance sur les mâles et lors de la saison humide. Finalement, pour les tiques, elles étaient seulement retrouvées lors de la saison humide en quantité équivalente sur les deux sexes.
Malgré ce haut nombre d’ectoparasites, la cause de leur introduction sur l’île n’est toujours pas connue. Il se peut qu’ils soient arrivés en même temps que le renard, il y a de cela 16 000 ans. Une autre hypothèse est qu’ils seraient arrivés via d’autres espèces présentes sur l’île. Par exemple, I. pacificus peut infecter des petits vertébrés, comme des oiseaux, qui auraient pu s’établir sur cette île après être infecté.

### Socialité

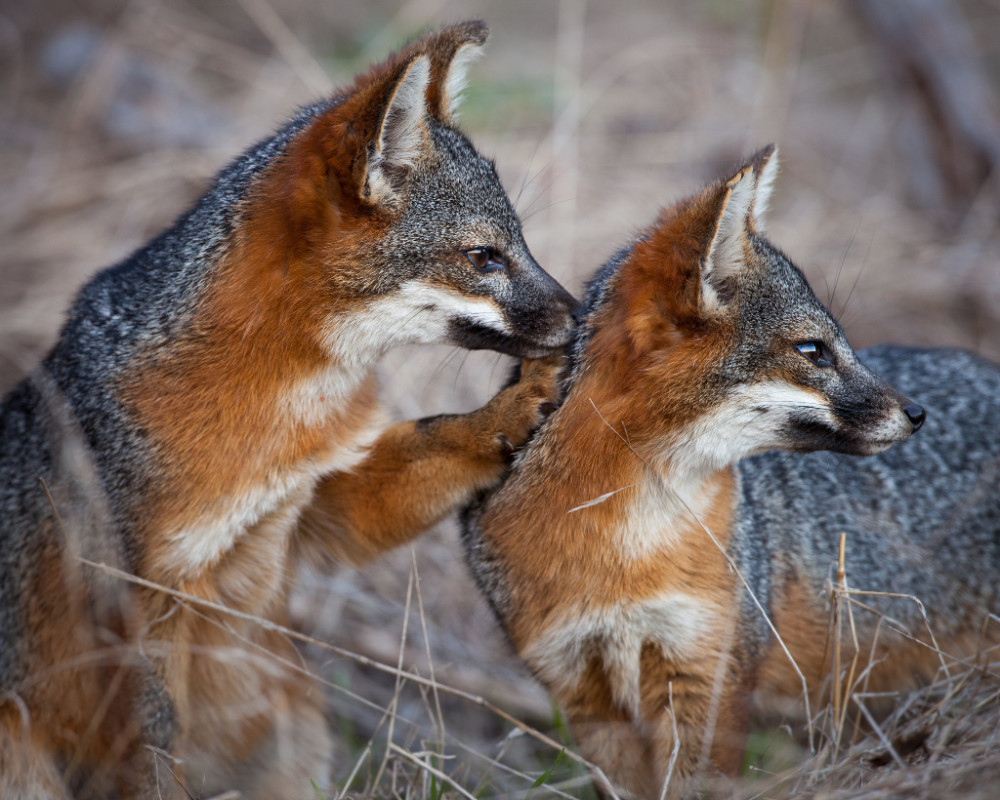
Deux renards de l'île de Santa Cruz.

La territorialité est un aspect principal de la socialité chez les renards mâles de l’île de Santa Cruz. C’est un concept particulièrement important pour cette espèce car elle habite sur une île de petite taille ; les renards sont ainsi forcés à établir et défendre un territoire pour assurer une bonne accessibilité à la nourriture et aux partenaires sexuels. Justement, le chevauchement de territoire entre les couples est élevé, suggérant que même s’ils défendent un territoire, ils peuvent toujours interagir étroitement avec leurs voisins.
Même s’ils ne sont pas strictement monogames, les renards adultes peuvent souvent former des couples à long terme, qui facilite la reproduction et les soins parentaux (voir la section Reproduction et soins parentaux pour plus de détails). En revanche, plusieurs études, dont celle de Crooks et van Vuren (1996), estiment que les couples de renard sont monogames à cause de multiples facteurs, tels qu’un sexe ratio égal, du dimorphisme sexuel et l’absence de différences dans la taille des territoires entre mâles et femelles.
Les interactions avec les autres membres de cette même sous-espèce sont assez fréquentes. La structure sociale de ces relations se caractérise par un certain degré de surveillance et d’interaction avec les individus voisins. Les observations ont montré que les renards réagissent souvent à la présence des autres, ce qui peut entraîner du stress. La proximité des individus peut favoriser les interactions sociales qui sont essentielles au maintien de la cohésion du groupe et des frontières territoriales, même si elles peuvent également entraîner des niveaux de stress élevés à cause de la compétition pour l’espace et les ressources.
Il se peut que ces petits renards rencontrent des individus venant d’autres espèces, par exemple la mouffette tachetée, l’aigle royal et le sanglier sauvage, comme mentionnés plus haut. Les renards et les mouffettes peuvent rivaliser pour des ressources alimentaires similaires, comme des petits mammifères ou des insectes, conduisant à des rencontres agressives ou à des comportements d'évitement.
Les interactions sociales entre les renards et les aigles sont principalement basées sur une relation prédateur-proie (voir section Prédateurs pour plus de détails).
Les sangliers sauvages, tant qu’à eux, rivalisent les renards par l’utilisation des mêmes ressources alimentaires, par des petits mammifères ou des fruits. Cette compétition peut entraîner un épuisement des ressources, particulièrement en période de pénurie alimentaire, ce qui peut nuire à la population de renards des îles. La présence de porcs sauvages a été associée à un phénomène connu sous le nom de « hyper-prédation » (voir section Prédateurs pour plus de détails).

### Reproduction et soins parentaux
Comme tous les renards insulaires, ils sont monogames et se reproduisent une fois par année. L’accouplement prend place en fin février à début mars. Durant cette période, les mâles vont changer leur comportement pour attirer l’attention des femelles.
Même si la plupart des couples de renards sont monogames, il y a quelques occasions de « tricherie » où la femelle va avoir un enfant avec un autre mâle que son compagnon. Effectivement, pour une espèce considérée monogame, les renards insulaires ont un taux de fécondations hors couple assez élevée autour de 25%. Cette stratégie reproductive pourrait aider à augmenter la diversité génétique et ainsi améliorer la résilience de la population, notamment face aux pressions environnementales. Cependant, de ces fécondations hors couple, 75% provenaient des deux renards mâles les plus larges.
La période de gestion est autour de 52 jours, où les renardeaux naissent en fin avril à début mai. Cette date de naissance est cruciale puisqu’elle correspond au moment où les ressources alimentaires sont les plus abondantes, ce qui permet de supporter les besoins nutritionnels des renardeaux et de la mère. Le nombre de renardeaux à chaque grossesse est d’environ 2,2 selon différents facteurs comme l’âge du mâle, la différence d’âge entre les parents et la distance qui sépare le territoire le plus proche.
La mère s’occupera principalement des soins parentaux après la naissance des renardeaux, qui seront sevrés après 8 semaines. Cependant, il est possible que le mâle participe à ces soins en apportant de la nourriture. À mesure que les renardeaux grandissent, ils vont tranquillement explorer leur environnement et apprendre des compétences de survie essentielles en jouant entre eux ou par des interactions avec leurs parents. En juillet, à l’âge de 4 ou 5 mois, dépendamment des conditions environnementales et de la disponibilité alimentaire, ces jeunes renards seront prêts à se disperser et établir leur propre territoire.

### Communication
Les méthodes de communication du renard de l’île de Santa Cruz a plusieurs facettes, incluant les vocalisations et les signaux non-vocaux. Les renards insulaires utilisent principalement des vocalisations comme des aboiements, des grognements et des gémissements pour communiquer entre eux. Ces sons peuvent avoir différentes fonctions, comme établir son territoire, signaler un danger ou encore coordonner des interactions sociales au sein d’une famille. De plus, le comportement vocal peut être influencer par l’environnement et la présence de prédateurs, tel que l’aigle royal ; leur présence nécessite une approche plus prudente, car les renards peuvent modifier leurs vocalisations pour éviter la détection.
En outre de ces vocalisations, les renards insulaires utilisent des méthodes de communication non-verbales, comme le marquage olfactif. Ce comportement est particulièrement important pour établir un territoire et signaler le statut reproductif, surtout chez les femelles. Le marquage olfactif implique l’utilisation d’urine et d’excréments pour indiquer sa présence sur un territoire donné. Cette forme de communication est vitale dans un environnement densément peuplé où multiples individus peuvent avoir des territoires qui se chevauchent, ce qui aide à réduire le nombre de confrontations directes et à maintenir la hiérarchie sociale.
Ces signaux non-verbaux peuvent aussi être importants pour les communications entre espèces, notamment avec la mouffette tachetée (Spilogale gracilis amphiala). La mouffette, à prédominance nocturne, a adapté son comportement pour minimiser les rencontres avec les renards diurnes, suggérant une forme de communication indirecte par des adaptations comportementales.

## Conservation
Malheureusement, le renard de l’île de Santa Cruz est considéré comme une sous-espèce gravement en péril mondialement, alors que son statut provincial est une sous-espèce en péril. Ces statuts sont dus à une faible taille de la population.

### Menaces
Les principales menaces dont fait face ce petit renard sont la prédation, la destruction de l’habitat et les pathogènes.
Par la prédation des aigles introduits, la population de renard de l’île de Santa Cruz diminue rapidement. En 1999, son nombre a chuté de 1465 jusqu’à seulement 55. Des efforts ont été faits pour ramener cette population à un nombre plus viable, mais la prédation est encore un gros problème.

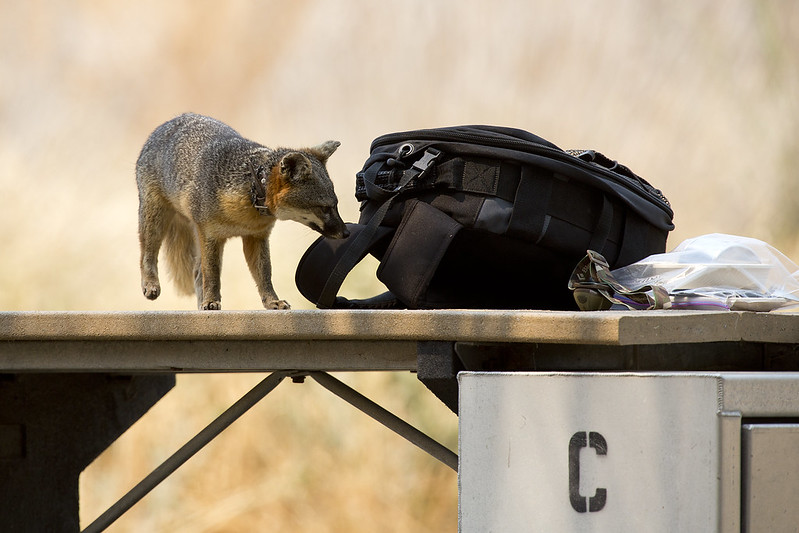
Renard de l'île de Santa Cruz au côté d'un sac à dos.

Un autre point à considérer est que les espèces insulaires sont généralement plus à risque des changements climatiques en raison de leur petite taille, de leur éloignement et de leur situation géographique.
De plus, ce mammifère est confronté à des maladies, comme l’adénovirus canin et le parvovirus canin. Sa présence dans la population a été prouvée par la présence d’anticorps chez un pourcentage significatif de renards échantillonnés. Le risque d’épidémies est augmenté par la faible diversité génétique, ce qui réduit leur résilience aux infections. De plus, la présence d'humain peut aussi les affecter négativement.

### Efforts de conservation
Afin de restaurer la population de U. l. santacruzae, de l’élevage en captivité a commencé. Au cours des prochaines années, une augmentation de la population a été remarquée, indiquant que cette démarche fonctionne.
Des efforts de relocalisation des aigles royaux ont débuté à l’été de 1999. Il a été remarqué qu’après un an et demi à avoir été relocalisés, ces oiseaux ne tentent plus de revenir sur l’île. Peu à peu, le nombre de ce prédateur a diminué ; aujourd’hui, il n’en reste que quelques-uns.
Afin d’éviter la propagation de maladies, tous les renards sur l’île de Santa Cruz ont été vaccinés contre la maladie de Carré et la rage. De la surveillance par colliers-radio est en cours pour déterminer le taux de survie et la cause de mortalité, s’il est le cas. Des résultats concrets sont encore attendus pour confirmer cette approche.

## Systématique
Le nom valide complet (avec auteur) de ce taxon est Urocyon littoralis santacruzae Merriam, 1903,,.

### Publication originale
- (en) C. Hart Merriam, « Eight New Mammals from the United States », Proceedings of the Biological Society of Washington, États-Unis, vol. 16,‎ 29 mai 1903, p. 73-78 (ISSN 0006-324X, e-ISSN 1943-6327, lire en ligne, consulté le 30 décembre 2024).